# Власов Олег Олександрович
Олег Олександрович Власов (нар. 25 жовтня 2002, Чернівці) — український футболіст, півзахисник «Динамо» (Київ).

## Життєпис
Олег Власов народився 25 жовтня 2002 року. Займався футболом у школі «Буковини» (Чернівці) під керівництвом Андрія Лахнюка. Згодом з «Буковиною» виступав у першій лізі ДЮФЛ, де грав під керівництвом Юрія Крафта.
На початку 2019 році перейшов до КОДЮСШ (Щасливе), а вже влітку опинився в молодіжній команді «Ворскли». Дебютував у футболці полтавського клубу 28 червня 2020 року в домашньому поєдинку Прем'єр-ліги проти донецького «Олімпіка» (0:0). Власов вийшов на поле на 61-й хвилині, замінивши Владислава Кулача. За підсумками того сезону став з командою фіналістом Кубка України 2019/20, але на тому турнірі у жодній грі не зіграв. Загалом до кінця року зіграв за полтавчан 5 ігор у чемпіонаті України.
У березні 2021 року разом із одноклубником Іллею Гаджуком перейшов у «Динамо» (Київ), підписавши угоду строком на три роки.

## Досягнення
- Фіналіст Кубка України: 2019/20